# Mustafa El Haddaoui
Mustafa El Haddaoui (arab. مصطفى الحداوي, ur. 28 lipca 1961 w Casablance) – piłkarz marokański grający na pozycji pomocnika.

## Kariera klubowa
El Haddaoui urodził się w Casablance i tam też rozpoczął swoją piłkarską karierę w klubie Raja Casablanca. W sezonie 1979/1980 zadebiutował w pierwszej lidze marokańskiej. Występował tam do 1985 roku, jednak nie osiągnął z Rają większych sukcesów.
Latem 1985 El Haddaoui trafił do Szwajcarii i został zawodnikiem klubu Lausanne Sports. Po dwóch latach gry w drużynie z Lozanny przeniósł się do Francji stając się piłkarzem grającego w Ligue 1, AS Saint-Étienne. 1 sierpnia 1987 zadebiutował w lidze francuskiej w zremisowanym 1:1 domowym spotkaniu z FC Nantes. W całym sezonie zdobył 10 bramek w lidze i był czołowym strzelcem "Zielonych" obok Philippe'a Tibeufa oraz Patrice'a Garande. ASSE zajęło 4. miejsce w lidze.
W 1988 roku El Haddaoui przeszedł do OGC Nice. Tam jednak nie był tak skuteczny jak w Saint-Étienne, a latem 1990 roku podpisał kontrakt z RC Lens. W sezonie 1990/1991 zdobył 8 goli i przyczynił się do awansu klubu z Ligue 2 do Ligue 1. W Lens grał jeszcze przez dwa lata dokładając kolejnych 6 trafień. W 1993 roku odszedł z Lens do Angers SCO i w 1994 roku spadł z nim do Ligue 2. W drugiej lidze Francji grał przez sezon, a następnie trafił na wyspę Reunion i przez trzy lata był piłkarzem SS Jeanne d’Arc. W 1997 roku zakończył karierę w wieku 36 lat.
| Sezon   | Klub             | Kraj       | Rozgrywki      | Mecze | Bramki |
| ------- | ---------------- | ---------- | -------------- | ----- | ------ |
| 1979/80 | Raja Casablanca  | Maroko     | GNF 1          | ?     | ?      |
| 1980/81 | Raja Casablanca  | Maroko     | GNF 1          | ?     | ?      |
| 1981/82 | Raja Casablanca  | Maroko     | GNF 1          | ?     | ?      |
| 1982/83 | Raja Casablanca  | Maroko     | GNF 1          | ?     | ?      |
| 1983/84 | Raja Casablanca  | Maroko     | GNF 1          | ?     | ?      |
| 1984/85 | Raja Casablanca  | Maroko     | GNF 1          | ?     | ?      |
| 1985/86 | Lausanne Sports  | Szwajcaria | Nationalliga A | 23    | 7      |
| 1986/87 | Lausanne Sports  | Szwajcaria | Nationalliga A | ?     | ?      |
| 1987/88 | AS Saint-Étienne | Francja    | Ligue 1        | 33    | 10     |
| 1988/89 | OGC Nice         | Francja    | Ligue 1        | 24    | 2      |
| 1989/90 | OGC Nice         | Francja    | Ligue 1        | 31    | 2      |
| 1990/91 | OGC Nice         | Francja    | Ligue 1        | 3     | 0      |
| 1990/91 | RC Lens          | Francja    | Ligue 2        | 24    | 8      |
| 1991/92 | RC Lens          | Francja    | Ligue 1        | 27    | 3      |
| 1992/93 | RC Lens          | Francja    | Ligue 1        | 33    | 3      |
| 1993/94 | Angers SCO       | Francja    | Ligue 1        | 34    | 8      |
| 1994/95 | Angers SCO       | Francja    | Ligue 2        | 31    | 1      |
| 1995    | SS Jeanne d'Arc  | Reunion    | I liga         | ?     | ?      |
| 1996    | SS Jeanne d'Arc  | Reunion    | I liga         | ?     | ?      |
| 1997    | SS Jeanne d'Arc  | Reunion    | I liga         | ?     | ?      |

## Kariera reprezentacyjna
W reprezentacji Maroka El Haddaoui zadebiutował w 1982 roku. W 1986 roku znalazł się w kadrze powołanej przez José Farię na Mundial w Meksyku. Tam był podstawowym zawodnikiem swojej reprezentacji i wystąpił w trzech spotkaniach: grupowych z Polską (0:0) i z Portugalią (3:1) oraz w 1/8 finału z RFN (0:1).
Z kolei w 1994 roku selekcjoner Abdellah Blinda powołał Mustafę do kadry na Mistrzostwa Świata w USA. Na tym turnieju zaliczył on tylko jedno spotkanie, przegrane 0:1 z Belgią. W kadrze narodowej grał do 1995 roku. W swojej karierze El Haddaoui wystąpił także na Igrzyskach Olimpijskich w Los Angeles i w Pucharze Narodów Afryki 1988.